# Palacio Albania

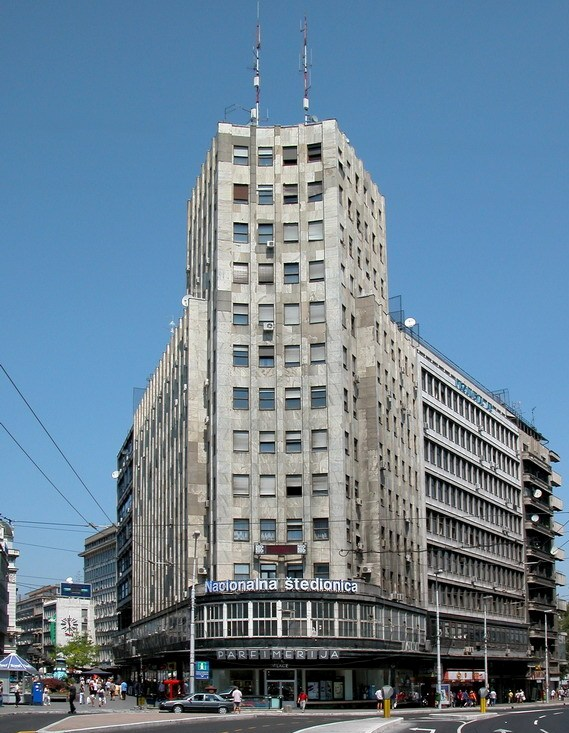
Palacio Albania.

Palacio Albania (en cirílico serbio: Палата Албанија) es un edificio de apartamentos construido en Belgrado, Serbia. Fue el primer rascacielos construido en la Europa suroriental.
Se encuentra localizado en el lado noroeste de la plaza Terazije. Su construcción fue finalizada en 1940. Fue diseñado por Miladin Prljević y Đorđe Lazarević, basado en un proyecto creado en 1938 por Branko Bon y Milan Grakalić. Fue el primer edificio de apartamentos construido en Belgrado y por un largo periodo de tiempo el más alto, dominando la arquitectura de Belgrado de ese tiempo. El origen de su nombre se debe a que en el periodo anterior a su construcción había un bar llamado Albanija Kafana en el mismo lugar.
El 20 de octubre de 1944 una bandera roja colocada en el Palacio Albania declaraba que Belgrado había sido liberada de la ocupación nazi por el Ejército Rojo y los Partisanos Yugoslavos. Al día de hoy es el punto de referencia más alto entre Terazije y Slavija.